# شهرستان لاگرانژ (ایندیانا)
شهرستان لاگرانژ، ایندیانا (به انگلیسی: LaGrange County, Indiana) شهرستانی در ایالات متحده آمریکا است که در ایندیانا واقع شده‌است.